# Windy City
Windy City è un album in studio di cover della cantante e musicista statunitense Alison Krauss, pubblicato nel 2017.

## Il disco
Il disco è stato pubblicato dalla Capitol Records e prodotto da Buddy Cannon. Esso contiene cover di brani classici del repertorio country.

## Tracce
1. Losing You (Brenda Lee cover) – 2:55
2. It's Goodbye and So Long to You (The Osborne Brothers & Mac Wiseman cover) – 3:11
3. Windy City (The Osborne Brothers cover) – 3:15
4. I Never Cared for You (Willie Nelson cover) – 2:45
5. River in the Rain (Roger Miller cover) – 3:52
6. Dream of Me (Vern Gosdin cover) – 4:03
7. Gentle on My Mind (Glen Campbell cover) – 3:34
8. All Alone Am I (Brenda Lee cover) – 3:26
9. Poison Love (Bill Monroe cover) – 2:55
10. You Don't Know Me (Eddy Arnold cover) – 4:18

Tracce bonus - Edizione deluxe
1. Windy City (live) – 3:18
2. River in the Rain (live) – 4:21
3. Losing You (live) – 2:52
4. I Never Cared for You (live) – 2:53